# 何村乡
何村乡，是中华人民共和国河南省洛陽市嵩县下辖的一个乡镇级行政单位。

## 行政区划
何村乡下辖以下地区：
何村、瑶北坡村、谢岭村、罗庄村、闫村、桥头村、阴坡村、李村、黄村、花庄村、蛮峪岭村、姜村、东洼村、后屯村、吕岭村、箭洼村和箭口河村。